# Moisés Solana
Moisés Solana Arciniega (Mexico-Stad, 26 december 1935 – Valle de Bravo, 27 juli 1969) was een autocoureur uit Mexico. Tussen 1963 en 1968 nam hij deel aan 8 Grands Prix Formule 1 voor de teams Cooper, Lotus en Scuderia Centro Sud, maar scoorde hierin geen WK-punten. Hij is de enige Formule 1-coureur ooit die in een wagen met nummer 13 reed, wat hij deed voor Scuderia Centro Sud bij zijn F1-debuut in zijn thuisrace in 1963. Hij overleed tijdens een heuvelklimongeluk, waarbij hij de macht over zijn McLaren verloor en een brug raakte.